# 狼星衫魚
狼星衫魚（学名：Astronesthes lupina）为輻鰭魚綱巨口鱼目巨口鱼科的其中一種。分布于西南太平洋的澳洲海域，為深海魚類。

## 扩展阅读
維基物種上的相關：狼星衫魚